# 細辛鰻
細辛鰻為輻鰭魚綱鰻鱺目糯鰻亞目蛇鰻科細辛鰻屬的其中一種，該物種分布於西南大西洋區的巴西海域，棲息在底層水域，生活習性不明。